# Lisjak
Lisjak je priimek več znanih Slovencev:
- Andrej Lisjak (1849—1922), zdravnik in politik
- Boris Lisjak, vinogradnik, vinar
- Bruno Volpi-Lisjak (1932—2025), pomorščak, ladijski strokovnjak, raziskovalec slovenskega pomorskega izročila, publicist
- Danllo Lisjak (1951—2025), salezijanski pater, misijonar v Afriki
- Darja Lisjak (*1969), znanstvenica-kemičarka
- Darja Lisjak, konservatorka-arhitektka
- Gregor Lisjak (*1983), jadralec ter oljar in pridelovalec ekstra deviškega oljčnega olja
- Klemen Lisjak, enolog-raziskovalec
- Luka Lisjak Gabrijelčič (*1980), zgodovinar, prevajalec, urednik, "konservativni intelektualec"
- Srečko Lisjak (*1948), častnik, veteran vojne za Slovenijo
- Vid Lisjak (*1956), frančiškanski gvardijan, pevec ("Pojoči frančiškan")

## Glej še
- priimke Lisec, Lisac, Lisica, Lisičnik